# 哈尔滨苏军烈士墓
哈尔滨苏军烈士墓，又稱苏军烈士墓地、皇山苏军烈士墓，是哈爾濱市文物保護單位之一，位於中國黑龍江省哈爾濱市道外區皇山公墓內。哈尔滨苏军烈士墓佔地1,038平方米，在1945年8月20日建成，原本建於哈爾濱南崗區文化公園內，在1995年列入哈爾濱市文物保護單位。2007年，由於環境喧鬧，烈士墓在中俄協商後遷移至現址。

## 歷史
第二次世界大戰後期，苏联红军出兵中國東北，进驻大日本帝國佔據下的哈尔滨，成功取得對哈尔滨的控制；為了紀念在此期間陣亡的苏军将士和官兵，苏军指挥部決定在哈尔滨修建苏军烈士墓地。墓地由苏联红军驻哈尔滨司令部和哈尔滨市政府共同修建，在1945年8月20日建成，建於南崗區文化公园一組方形的围墙內。1995年，哈尔滨苏军烈士墓列入哈尔滨市文物保护单位。
烈士墓後來成為哈尔滨游乐园的一部分，但游乐园的環境终日喧闹，不適合作為安葬烈士的場地；中華人民共和國外交部和俄羅斯外交部為此在2007年舉行协商，決定把墓地迁移至皇山公墓内。在墓地迁移工作中，新墓區的修建按照修旧如旧的原则進行，確保墓地布局和墓碑朝向與舊址一致。負責遷移工作的人員重新訂製棺木，又更换磨损的墓碑；他們在進行重新安葬前沐浴更衣，並舉行莊重的重葬儀式。在一个月的工程後，哈尔滨苏军烈士墓現址在2007年10月26日竣工，中華人民共和國外交部部长杨洁篪和俄羅斯外交部部长拉夫罗夫均出席了落成仪式。

## 現址結構
哈尔滨苏军烈士墓佔地1,038平方米，地面採用花崗岩，四周种植矮松。
墓地的正前方有一座以花岗岩砌成的纪念碑。纪念碑碑顶镶嵌了一枚红星；碑座上有麦穗、五星、锤子镰刀等雕刻，正面碑文為「在战斗中为了苏维埃社会主义共和国联盟的自由和独立而牺牲的英雄们永垂不朽」，背面碑文為「在这里安葬着为苏联的独立和自由同日本帝国主义斗争中牺牲的英雄的红军战士们」。纪念碑下方有金箔浮雕，刻有五個蘇聯軍人垂下苏联国旗致哀的場景。
纪念碑的後方和两侧共有111面烈士墓碑，這些墓碑大多採用塔式，上方刻有红星，碑上均刻有墓主姓名和生卒年月，有些墓碑镶嵌了墓主照片。

## 墓地維護
哈尔滨苏军烈士墓的管理單位有专门的物业人员負責墓地維護工作，例如擦拭纪念碑、修剪草坪、补种树木等。每年的5月是陣亡蘇聯軍人後代前來扫墓的高峰期，管理單位會派工作人员陪同他們祭扫。